# 早波 (駆逐艦)
早波（はやなみ）は、大日本帝国海軍の駆逐艦。

## 概要
夕雲型駆逐艦の12番艦。舞鶴海軍工廠で建造され、1943年（昭和18年）7月末に竣工した。第十一水雷戦隊で訓練をおこなったあと、8月20日附で新編された第32駆逐隊に所属する。
10月中旬に丁三号輸送部隊としてトラック泊地進出後、第二水雷戦隊各艦と共に行動する。11月上旬には重巡洋艦部隊（第二艦隊司令長官栗田健男中将）と共にラバウルに進出するが、ラバウル空襲に遭遇して僚艦「涼波」を喪失した。トラック泊地帰投後、「早波」はクェゼリン環礁、パラオ、サイパン、ボルネオ諸島方面への輸送作戦や船団護衛任務に従事した。
1944年（昭和19年）1月中旬、軽巡「能代」等と共に空母「瑞鳳」と「雲鷹」を護衛して内地へ帰投した。「早波」は横須賀海軍工廠で修理を行う。
2月中旬以降、重巡「高雄」を護衛してパラオに進出する。その後は、訓練や船団護衛任務に従事した。6月7日、タウイタウイ泊地周辺で米潜水艦「ハーダー」に撃沈された駆逐艦「水無月」の捜索および対潜掃蕩中、「早波」も「ハーダー」の雷撃により撃沈された。

## 艦歴

### 建造経緯
「早波」は、1942年度（マル急計画）仮称第340号艦として1942年（昭和17年）1月15日、舞鶴海軍工廠で起工。
7月10日、「早波」と命名される。同日附で夕雲型駆逐艦に類別。
12月19日に進水し、同日附で舞鶴鎮守府籍となる。
1943年（昭和18年）6月25日、日本海軍は駆逐艦複数隻（卯月、曙、海風）艦長等を歴任した清水逸郎中佐を早波艤装員長に任命する。
6月28日、舞鶴海軍工廠の艤装員事務所は事務を開始する。
7月31日、竣工した。清水中佐（早波艤装員長）は制式に駆逐艦長となる。主要初代幹部は、水雷長・金井利夫大尉、航海長・玉木博大尉、機関長・花田茂美大尉、砲術長・大片幸司中尉、軍医長・神田豊（軍医中尉）。
同日、艤装員事務所を撤去。

### 昭和18年中盤の行動
「早波」は同日（7月31日）に竣工した姉妹艦「藤波」とともに訓練部隊の第十一水雷戦隊（司令官木村進少将）に編入され、僚艦とともに日本本土で訓練に従事した。
8月17日、主力部隊は呉を出撃、トラックに向かう。
第十一水雷戦隊（早波、涼波、藤波、霞）は、主力部隊航路前方の哨戒に従事した。
8月20日、日本海軍は夕雲型駆逐艦3隻（涼波、早波、藤波）により第32駆逐隊を編成する。初代第32駆司令には、駆逐艦「夕立」や「時津風」の初代艦長等を歴任した中原義一郎大佐が補された。
8月21日、駆逐艦4隻（響〔旗艦〕、涼波、藤波、早波）は戦艦「山城」（当時、砲術学校練習艦として使用。横須賀在泊）の内海西部回航を護衛することになった。十一水戦は、駆逐艦「島風」（第二水雷戦隊所属）の訓練に協力しつつ、横須賀に移動した。
8月26日、5隻（山城〔第11水雷戦隊旗艦〕、響、涼波、藤波、早波）は横須賀を出発し、翌日に瀬戸内海へ到着した。その後も、十一水戦各艦は訓練を実施した。
9月30日付で、第32駆逐隊は第二水雷戦隊（司令官高間完少将）に編入され、引き続き第十一水雷戦隊の指揮を受けた。
また10月1日附で第32駆逐隊に駆逐艦「玉波」が編入され、同隊は夕雲型4隻（涼波、藤波、早波、玉波）を揃えた。
9月下旬、連合艦隊は戦艦「山城」、航空戦艦「伊勢」および第十一水雷戦隊により丁三号輸送部隊を編成した。
これは、日本陸軍甲支隊（支隊長は山中萬次郎大佐、歩兵第107聯隊長）の一部をカロリン諸島のポナペ島へ輸送する任務である。甲支隊の輸送は二回にわけて行われることになり、丁三号輸送部隊は第二次輸送であった。
10月15日、丁三号輸送部隊（山城〔第十一水雷戦隊旗艦〕、伊勢、龍田、第32駆逐隊〈早波、涼波、藤波〉）は、佐伯および豊後水道を出撃た。
10月20日にトラック諸島へ到着し、戦艦搭載の物件を各艦と輸送船4隻に移載する。第十一水雷戦隊（龍田〔旗艦〕、早波、涼波、藤波）は三回次にわたり、ポナペ輸送（ポンペイ島）を実施した。
10月28日、丁三号輸送部隊は解散した。同日附で第32駆逐隊は第二水雷戦隊に復帰し、遊撃部隊警戒隊所属となる。第十一水雷戦隊（龍田、山城、伊勢）は空母「隼鷹」や「雲鷹」等と共に内地へ戻っていった。

### 昭和18年下旬の行動
1943年（昭和18年）10月31日〜11月1日、連合軍はブーゲンビル島のタロキナ岬に上陸を開始、ブーゲンビル島の戦いが始まる。連合艦隊司令長官古賀峯一大将は、まず第一航空戦隊航空戦力を南東方面に投入し、つづいてトラック泊地の主力艦艇も南東方面に投入することを決定した。 
11月3日午前7時45分、第二艦隊司令長官栗田健男中将（重巡「愛宕」座乗）指揮下の重巡洋艦部隊
はトラック泊地を出撃した。
航行中の11月4日午前、航行不能となったタンカー「日章丸」の救援に「鳥海」と「涼波」を分離する。11月5日午前6時頃、栗田長官指揮下の遊撃部隊はラバウルに到着した。
同日午前7時、空母2隻（サラトガ、プリンストン）を基幹とするアメリカ機動部隊（第38任務部隊）はラバウル在泊艦艇に対する空襲を敢行する。栗田艦隊の重巡部隊は各艦とも損害をうける。南東方面艦隊長官草鹿任一中将は栗田艦隊（ラバウル進出中の鳥海を含む）のトラック泊地帰投を下令した。航行不能の「摩耶」を除く重巡各艦は、11月7日―8日にかけてトラック泊地に戻った（空襲に到る経緯と損害詳細は当該記事を参照）。
栗田艦隊が去ったあと、南東方面部隊は第十戦隊（司令官大杉守一少将）・第二水雷戦隊・第三水雷戦隊の残存艦によりブーゲンビル島タロキナ岬に日本陸軍（第17師団の一部）を輸送、逆上陸を敢行することになった。同作戦は、支援部隊、挺身輸送部隊により実施された。
輸送部隊は11月7日7時にタロキナ泊地着後、11月8日午前1時迄に揚陸を完了し、同日10時にラバウルへ帰投した。
11月11日早朝、第50.3任務群（アルフレッド・E・モントゴメリー少将）の増援を受けた米軍機動部隊は、第2回目のラバウル空襲を敢行した。この空襲により二水戦からは、駆逐艦「涼波」（第32駆逐隊）が沈没する。また駆逐艦「長波」（第31駆逐隊）が大破した。
南東方面艦隊（司令長官草鹿任一中将）の下令によりラバウル在泊艦艇はトラック泊地に撤退することになった。
11月12日、先行してラバウルを出発した軽巡「阿賀野」と駆逐艦「浦風」をアメリカ潜水艦「スキャンプ (USS Scamp, SS-277) 」が襲撃、被雷した「阿賀野」は航行不能となった。二水戦3隻（能代、早波、藤波）は重巡「摩耶」護衛を中断、十戦隊2隻（阿賀野〈航行不能〉、浦風〈臨時十戦隊旗艦〉）の救援に従事する。「能代」は「阿賀野」の曳航を開始した。またトラック泊地より軽巡「長良」および駆逐艦「初月」と「涼月」が派遣されて順次合流、阿賀野護衛部隊（能代、長良、浦風、早波、藤波、初月、涼月）となった。途中で「能代」の曳索が切れたため、「長良」が「阿賀野」曳航を担当する。11月15日夜、「阿賀野」はトラック泊地に到着した。
先述の「涼波」沈没により第32駆逐隊は3隻編制となっていたが、12月15日附で駆逐艦「浜波」を編入し、定数4隻（早波、藤波、玉波、浜波）を回復した。
11月中旬以降、連合軍はガルヴァニック作戦を発動、米軍機動部隊によるギルバート諸島への空襲と上陸作戦が始まった（マキンの戦い、タラワの戦い）。連合艦隊は米軍機動部隊との決戦に備え「Z作戦用意」を下令する。ポナペ島配備の甲支隊約2000名を、ギルバート諸島へ逆上陸させようという作戦である。第四艦隊司令長官を指揮官とするタラワ増援部隊が編成され、第二水雷戦隊も同部隊に組み込まれた。第二艦隊司令長官・栗田健男中将（旗艦「鳥海」）を指揮官とする支援部隊は、直率の主隊（第四戦隊〈鳥海〉、第七戦隊〈鈴谷、熊野〉、第八戦隊〈筑摩〉）、警戒隊（二水戦旗艦〈能代〉、第32駆逐隊〈早波、藤波〉、第61駆逐隊〈涼月、初月〉、第17駆逐隊〈浜風〉）という区分であった。主隊と警戒隊は11月24日にトラック泊地を出撃、11月26日ルオットを経由、続いて「鳥海」と二水戦のみクェゼリン環礁に進出した。だが、タラワ守備隊とマキン守備隊は玉砕し、同方面への逆上陸作戦は実施されなかった。
続いて二水戦は、イミエジ（ジャルート環礁）、ウォッジェ環礁方面への緊急輸送作戦に参加した。洋上ではギルバート諸島沖航空戦が生起したが、結局ギルバート諸島方面への増援輸送は中止となった。12月3日、遊撃部隊はルオットを出発する。
12月5日、遊撃部隊はトラック泊地に帰投した（藤波はサイパン方面輸送作戦のため分離、別行動）。
12月11日、「早波」はタンカー「日本丸」を護衛してトラック泊地を出発、パラオへむかう。
12月14日、「早波」と「日本丸」はパラオ到着。
同日、「早波」はタンカー「玄洋丸」護衛のためパラオを出撃（翌日合流）。途中で駆逐艦「雷」（第6駆逐隊）と護衛任務を引き継ぎ、「早波」はパラオに戻った（17日到着）。
「早波」が船団護衛任務従事中の12月15日、第二水雷戦隊司令官・高間完少将は第十一水雷戦隊司令官へ転任。後任の二水戦司令官は、早川幹夫少将（当時、戦艦「長門」艦長）となる。
12月20日、「早波」はパラオを出発した。洋上で駆逐艦「島風」（第二水雷戦隊）より「健洋丸」の護衛任務を引き継ぐ（「島風」はトラック泊地へ帰投）。
12月22日、「早波」と「健洋丸」はパラオに到着。
12月23日、「早波」は油槽船3隻（石廊、日本丸、健洋丸）を護衛してパラオを出発。12月25日まで護衛したあと、12月26日にパラオへ戻った。
12月28日、パラオを出発。翌日、日栄丸船団と合同して駆逐艦「天霧」（第三水雷戦隊）より護衛任務を引き継いだ。

### 昭和19年上旬の行動
1944年（昭和19年）1月2日、「早波」以下日栄丸船団は「第102号哨戒艇」と合流した。「第102号哨戒艇」は日栄丸船団（日栄丸、旭東丸）を護衛してバリクパパンへ向かい、「早波」は富士山丸船団（富士山丸、神国丸、あけぼの丸）を護衛してトラックに向かう。
1月3日、富士山丸船団から分離した「早波」と「あけぼの丸」はパラオに回航（1月4日到着）。同時期、バリクパパンからパラオを経てトラックへと向かう「国洋丸」（国洋汽船、10,026トン）、「日本丸」（山下汽船、9,971トン）および「健洋丸」（国洋汽船、10,024トン）からなる輸送船団を「第102号哨戒艇」と共に護衛する任務に就くため、第32駆逐隊司令指揮下の2隻（早波、島風）は1月11日にパラオを出撃する。船団に第7駆逐隊（曙、漣）が加わる予定であった。
1月12日、「早波」と「島風」は「第102号哨戒艇」と合同、船団護衛任務をひきつぐ。この船団を「ガードフィッシュ (USS Guardfish, SS-217) 」「アルバコア (USS Albacore, SS-218) 」「スキャンプ」で構成されたウルフパックが狙っていた。
1月14日正午頃、「アルバコア」の雷撃によって「漣」が沈没した。続いて「早波」と「島風」が護衛していた「日本丸」と「健洋丸」も、「日本丸」は「スキャンプ」の雷撃、「健洋丸」は「ガードフィッシュ」の雷撃により、それぞれ沈没した。「早波」と「島風」は敵潜水艦の制圧に向かったが、結果的に逃走を許している。その後、「島風」はパラオへ帰投した。「早波」は生き残った「国洋丸」と駆逐艦「曙」（第7駆逐隊）、同じく救援に来た駆逐艦「春雨」（第27駆逐隊）と共にトラックへ向かった（1月17日到着）。だが「早波」は日本軍の艦上爆撃機に誤爆されて小型爆弾が命中、軽微の被害を受けた。
1月18日、第二水雷戦隊司令官・早川少将指揮下の横須賀回航部隊（軽巡「能代」、空母〈瑞鳳、雲鷹〉、駆逐艦〈早波、若葉、初霜〉）はトラック泊地を出発した（軽巡「五十鈴」と駆逐艦「初春」は先行して出発）。
1月19日、同航していた空母「雲鷹」がアメリカ潜水艦「ハダック (USS Haddock, SS-231) 」の雷撃で損傷している。早川少将は「瑞鳳」と「若葉」を横須賀に先行させ、能代隊（能代、雲鷹、早波、初霜）は1月20日サイパンに到着した。「早波」と「初霜」は対潜掃蕩と警戒に従事した。
翌日、「能代」と「早波」は雲鷹隊（雲鷹、初霜、海風（救難のためトラック泊地より到着））を残してサイパンを出発する。1月24日、「能代」と「早波」は横須賀に帰投し、修理と整備を行う。
2月5日、「早波」の修理は完了した。
2月14日、早川少将は第二水雷戦隊旗艦を「能代」（横須賀で修理中）から重巡洋艦「高雄」（第四戦隊）に変更した。
2月15日、「高雄」と「早波」は横須賀を出撃、2月20日パラオに到着した。パラオ到着後、第二水雷戦隊旗艦は重巡「鳥海」となった。
2月23日、トラック島空襲（2月17日 - 18日）によりトラック泊地から脱出した水上機母艦「秋津洲」救援のため、「早波」はパラオを出撃した。2月24日、「秋津洲」と合同し、翌日2隻（秋津洲、早波）はパラオに到着した。その後、「早波」はタンカー「国洋丸」の護衛に従事した。
4月中旬、「早波」はリンガ泊地に進出した。「能代」は既にリンガ泊地に進出していた。
4月15日、第32駆逐隊司令は中原義一郎大佐から折田常雄大佐に交代した。

### 沈没
1944年（昭和19年）5月中旬、第一機動艦隊（司令長官・小沢治三郎中将）、第二艦隊（司令長官・栗田健男中将）の大部分はリンガ泊地からタウイタウイに進出し。また内地で修理や練成を行っていた艦も順次タウイタウイ泊地に進出、「あ」号作戦計画実施に向け訓練をおこなう。だが米軍潜水艦の行動が活発化し、航空部隊の訓練すら自由に出来ない状況になった。また駆逐艦をあらゆる任務に投入して酷使した結果、日米海軍の駆逐艦不足は深刻な事態に陥り、「艦隊の作戦行動すら危うい」状況となった。
6月7日、「早波」は米潜水艦攻撃に向かったまま行方不明となった駆逐艦「水無月」（第22駆逐隊）の捜索と対潜掃討に従事していた。この時、タウイタウイ近海ではサミュエル・D・ディーレイ艦長指揮下のアメリカ潜水艦「ハーダー (USS Harder, SS-257) 」が哨戒を行っていた。「ハーダー」は前日（6月6日）にシブツ海峡でタンカー船団を発見して攻撃し、「水無月」を撃沈していた。折からのスコールを抜けた「ハーダー」は、航空機を発見して潜航。一時間後、「ハーダー」は潜望鏡で吹雪型駆逐艦、すなわち「早波」を発見した。「ハーダー」は戦闘配置を令し、様子を伺うと「早波」は真一文字に潜望鏡めがけて突進してきた。11時34分、「ハーダー」は600メートル足らずの距離で「早波」の真正面めがけて5秒おきに魚雷を3本発射。そのうちの2本が命中し、「早波」は艦後部を先にして沈没した。第一戦隊司令官宇垣纏中将（戦艦大和座乗）は陣中日誌『戦藻録』に「水無月」と「早波」の喪失を以下のように記録している。
第32駆逐隊司令折田常雄大佐（海軍少将へ進級）と早波艦長清水逸郎中佐（海軍大佐へ進級）以下253名が戦死し、45名が救助された。「ハーダー」の戦闘報告では、発見されてから撃沈までわずか9分から12分の出来事だったと記している。
6月上旬の日本海軍は、潜水艦の襲撃により駆逐艦4隻（水無月、早波、風雲、谷風）を立て続けに喪失することになった。当時の第二艦隊参謀長小柳冨次少将は、第一機動艦隊の大前参謀から第二艦隊に「駆逐艦がやられるので、敵潜が出現しても駆逐艦を派遣しないでくれ」との申し入れがあったと回想している。
8月10日、「早波」は夕雲型駆逐艦、第32駆逐隊、帝国駆逐艦籍のそれぞれより除籍された。

## 歴代艦長
艤装員長
1. 清水逸郎 中佐：1943年6月25日[29] - 1943年7月31日[32]

駆逐艦長
1. 清水逸郎 中佐：1943年7月31日[32] - 1944年6月7日 戦死、同日付任海軍大佐[228]、以後6月10日まで駆逐艦長の発令無し。
2. 千本木十三四 中佐：1944年6月10日[236] - 1944年6月15日[237]